# Lipaphis turritella
Lipaphis turritella är en insektsart som först beskrevs av Einar Wahlgren 1938.  Lipaphis turritella ingår i släktet Lipaphis och familjen långrörsbladlöss. Arten är reproducerande i Sverige. Inga underarter finns listade i Catalogue of Life.